# Rahav (U-Boot, 2016)
Die INS Rahav ist ein israelisches U-Boot der Dolphin-II-Klasse, das in Deutschland von ThyssenKrupp Marine Systems in Kiel gebaut wurde. Es ist 68 m lang.
Der Preis betrug rund 400 Millionen Euro, nach jüngeren Angaben des deutschen Wirtschaftsministeriums 600 Millionen Euro. Laut Einzelplan 60 des Bundeshaushalts wurden ab 2012 von der Bundesrepublik Zuschüsse von 120 Millionen Euro für den Bau bereitgestellt.
Das Boot wurde am 11. März 2013 zu Wasser gelassen. Die Schiffstaufe fand am 29. April 2013 statt; an der Feier nahmen Generalmajor Ehud Shani und Marinekommandeur Admiral Ram Rutberg teil. Ende 2013 begann die Erprobung; die Fertigstellung erfolgte Ende 2015. Im September 2015 wurden rund 50 israelische Marinesoldaten nach Deutschland geflogen, die im Boot Dienst leisten sollten. Das U-Boot verließ Kiel am 17. Dezember 2015, durchquerte vom israelischen Geheimdienst begleitet den Nord-Ostsee-Kanal und erreichte am 12. Januar 2016 die Marinebasis Haifa der israelischen Marine. Am folgenden Tag wurde es in Dienst gestellt. Für die Einweihung des Schiffs in Haifa fand ein Staatsakt statt. Präsident Reuven Rivlin betonte, dass die INS Rahav in den kommenden Jahrzehnten einen aktiven Beitrag zur Verteidigung Israels leisten werde. Premierminister Benjamin Netanjahu nannte das U-Boot eine „geschlossene Seefaust“, die Israel bei Verteidigung und Angriff helfen werde.
Es wird vermutet, dass das Schiff mit israelischen Nuklearwaffen ausgestattet ist. Das Boot bietet auf engem Raum keine getrennten Sanitär- und Schlafräume für männliche und weibliche Marinesoldaten an, sodass die Besatzung rein männlich ist und keine Frauen dort arbeiten können und dürfen. Gearbeitet wird auf dem Boot in drei Schichten pro Tag.
Das U-Boot ist namensgleich zur Rahav, vormals Sanguine (P266), die von 1958 bis 1968 von der israelischen Marine betrieben wurde, und zur Rahav, die von 1977 bis 1997 im Dienst der israelischen Marine stand. Ihre Namen rühren alle vom biblischen Ungeheuer Rahav her.